# 蘆原英幸
蘆原英幸（1944年12月4日—1995年4月24日）是一名日本的空手道家，也是蘆原會館與蘆原空手道的創始人。

## 生平
蘆原英幸從小及由祖父母所照顧，在10歲時曾經學習過劍道。15歲時，搬遷東京居住並且開始在瓦斯行工作達六年之久。
1961年9月，蘆原英幸投身於大山倍達門下，於東京的大山空手道場學習空手道(也就是日後的極真派空手道總本部)。經過三年的訓練，蘆原於1964年的3月晉升為黑帶初段。
1966年，蘆原英幸因為與數名流氓發生衝突，並且將對方打傷而遭到大山倍達的除名處分。但是大山倍達之所以對蘆原作出如此嚴厲的處分，有傳言指出是因為這幾名流氓其實是大山倍達的朋友。兩個月後蘆原重新回到極真會門下，並且前往四國教導空手道。
1970年代中期，蘆原開始發展屬於自己的空手道流派。相較於極真會的空手道較偏重於直線型的攻擊與應用，蘆原的空手道更加注重圓形的步法與應用，而這種型態的空手道又被稱為蘆原空手。之後蘆原搬遷到四國的松山市，並且開始教授以這種系統為主的空手道。蘆原門下有一名學生二宮城光，曾經在1978年贏得極真會所舉辦的全日本空手道大會的冠軍。
70年代末期到80年代初期，蘆原英幸因為和其他幾名極真會館的教練不和，所以最後決定脫離極真會館並且創隸屬於自己的空手道組織和道場。
蘆原空手道系統的主要核心，便是所謂的捌(Sabaki)。所謂的捌，便是藉由圓弧形的移動，將自己移動到對手的攻擊死角或背部。讓自身處於對手攻擊不到的安全位置，但是又不會因此也讓自己脫離可以攻擊對手的距離與範圍。不同於一般極真會所使用的直線型攻擊法，直線型的攻擊法會使雙方選手最後以力相搏，因此最後往往是體型大的選手勝出。
1983年，蘆原出版了三本書籍和教學光碟來闡述自己的空手道系統、型式與理念，受到相當的矚目與歡迎。
1987年，蘆原開始發現自己的身體健康產生異狀，經過檢查發現是罹患了肌肉萎縮性側索硬化症。而蘆原的身體也在90年代初期開始惡化，最後在1995年4月24日病逝。
蘆原英幸死後，蘆原會館的館長一職由他的兒子蘆原英典所繼承。

## 外部連結
- 蘆原會館 總本部
- 打架十段 蘆原英幸 （页面存档备份，存于）